# Mandarabergen
Mandarabergen är en vulkanisk bergskedja längs gränsen mellan Kamerun och Nigeria, norr om floden Benue. Bergskedjan är cirka 200 km långt och högsta toppen är Oupay på cirka 1500 meter över havet. 

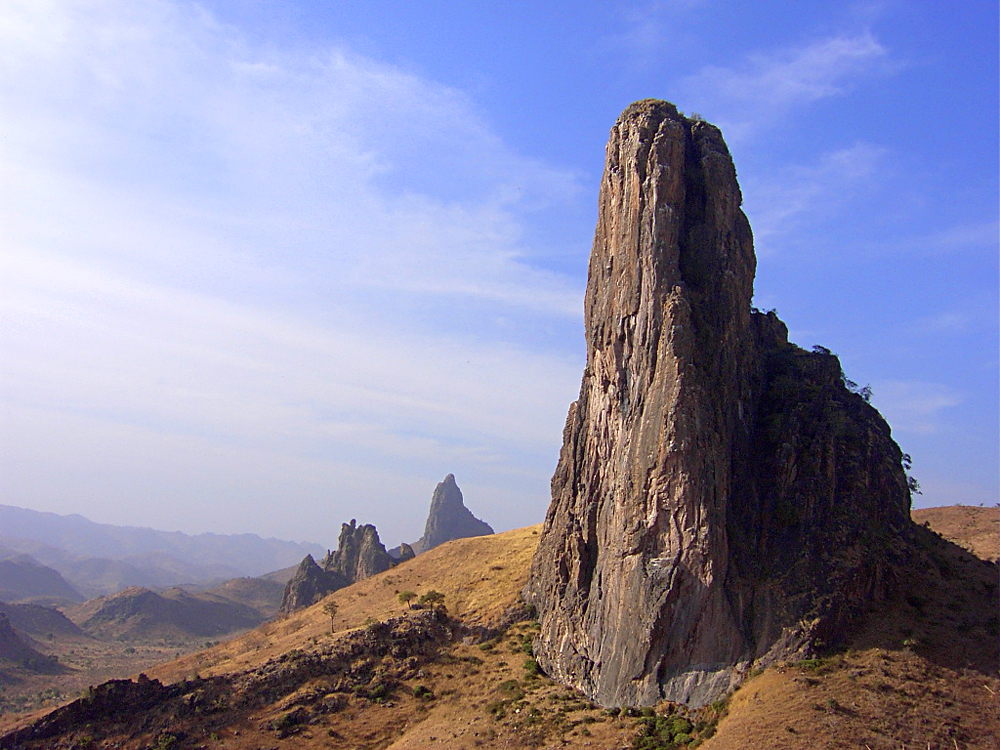
Vulkaniska rester i Mandarabergen.